# معمر الإرياني
معمر بن مُطَهَّر الإرياني ولد في 1974م عُيَّنَ وزيراً للسياحة في حكومة خالد بحاح بتاريخ 7 نوفمبر 2014م  وتعين قبلها وزيراً للشباب والرياضة في حكومة باسندوة  وظل في منصبه حتى قدمت حكومة خالد بحاح استقالتها في 22 يناير 2015م، بعد انقلاب اليمن 2014م الذي قام به الحوثيون. تم تعيينه وزيراً للسياحة ثم وزيراً للإعلام في حكومة د. أحمد بن دغر.

## المؤهلات التعليمية
1. بكالوريوس جامعة بغداد كلية الإدارة والاقتصاد تخصص تخطيط وتنمية 1992م - 1993م إلى 1996م - 1997م.
2. بكالوريوس علوم إنسانية (سياسية) الجامعة الأمريكية بلندن.
3. طالب ماجستير علوم سياسية جامعة العالم الأمريكية – عنوان البحث (العوامل المؤثرة في تعزيز الانتماء الوطني لدى الشباب) - دراسة ميدانية – اليمن نموذجاً.

## المناصب التي تقلدها
- أسس مع زملائه فرع المؤتمر الشعبي العام بجمهورية العراق 1994م - 1996م.
- عاد إلى اليمن وعمل نائباً لرئيس دائرة الإدارة والاقتصاد والخدمات بالأمانة العامة للمؤتمر 1997م - 1998م.
- أسس مع زملائه دائرة الشباب والطلاب بالأمانة العامة وعمل رئيساً للدائرة وعضواً بالأمانة العامة منذ عام 1998م حتى 2006م.
- أسس مع زملائه وترأس الاتحاد العام لشباب اليمن يناير 2003م.
- أسس صحيفة الرقيب وترأس تحريرها منذ 1997م.
- نائب رئيس الاتحاد العام للطلبة العرب (غير مقيم) سابقاً.
- وكيل أول وزارة الشباب من 2007م وحتى 2011م.[4]
- نائب وزير الشباب والرياضة من 7 مارس 2011م وحتى 7 ديسمبر 2011م.
- وزيراً للسياحة في حكومة بن دغر.
- وزيراً للإعلام في حكومة بن دغر وحكومة معين الصبري.

## الوظائف الحالية
- رئيس الاتحاد العام لشباب اليمن.
- نائب رئيس مجلس شباب آسيا.
- عضو الهيئة التنفيذية لمجلس الشباب العربي للتنمية المتكاملة.
- عضو الهيئة التنفيذية لمجلس الشباب العربي والأفريقي.
- وزيراً للإعلام والثقافة والسياحة في حكومة معين الثانية.

## الجوائز التي فاز بها
1. جائزة الشباب العربي المتميز – أغسطس 2009م.
2. جائزة الشباب العالمي - ديسمبر 2009م.